# باول ماريك
باول ماريك (بالإنجليزية: Paul Marek)‏ هو سياسي أسترالي، ولد في 25 يوليو 1964 في جبل إيسا في أستراليا. حزبياً، نشط في الحزب الوطني الأسترالي.